# Conservatoire San Pietro a Majella de Naples
Pour les articles homonymes, voir San Pietro a Majella.

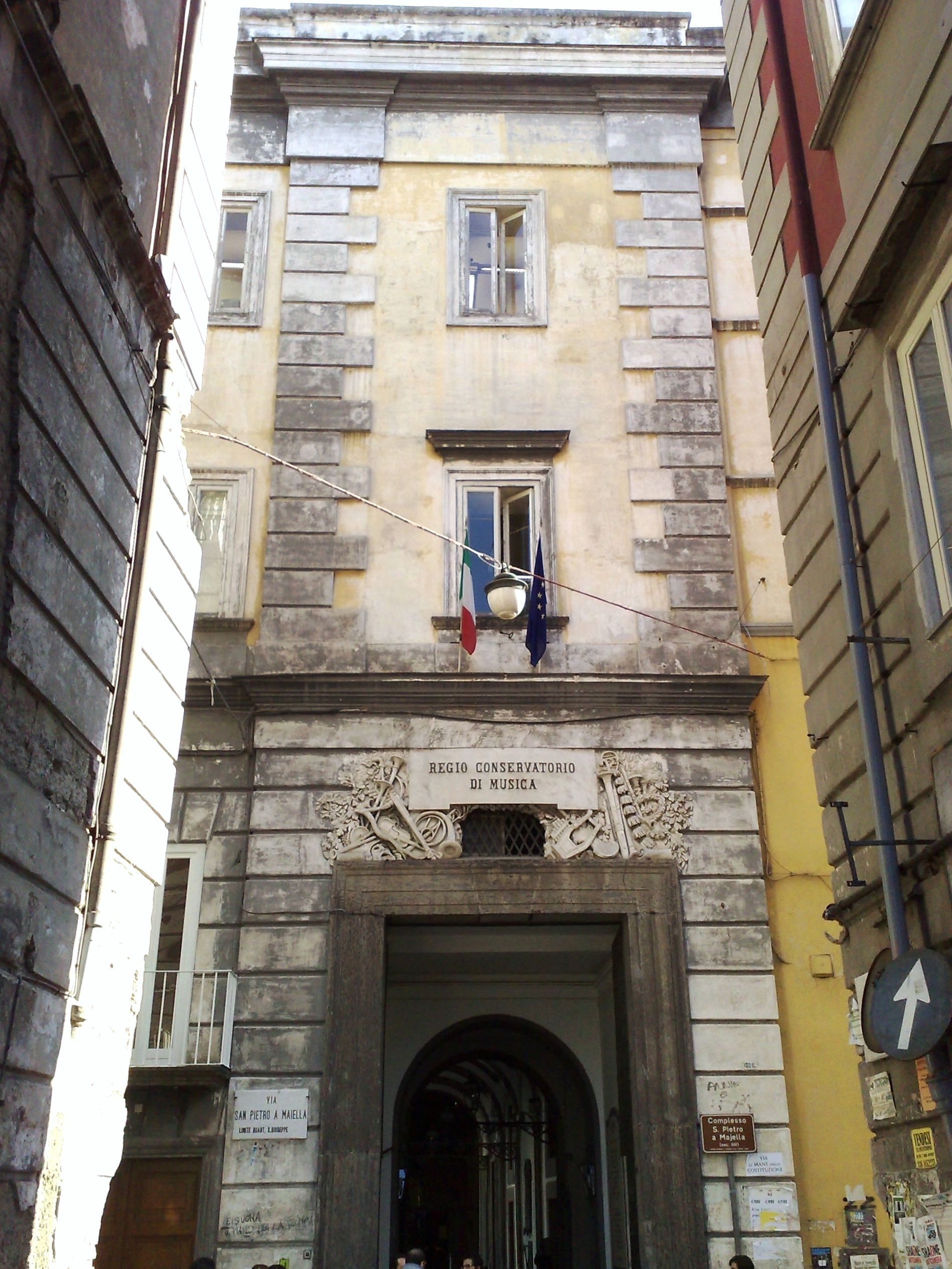
Façade du Conservatoire San Pietro a Majella de Naples.

Le conservatoire San Pietro a Majella de Naples (aussi connu en France sous Conservatoire de musique de Naples) (en italien Conservatorio di San Pietro a Majella ou Conservatorio di musica San Pietro a Majella, ou Conservatorio statale di musica « San Pietro a Majella ») est une institution musicale installée à Naples (Italie). 
Il a son siège dans les bâtiments de l’ancien couvent des Célestins, une annexe de l'église San Pietro a Majella (it), dans le centre historique de Naples.

## Histoire

### Les quatre conservatoires historiques de Naples (XVIe s. – 1806)
Depuis le XVIe siècle Naples était dotée de quatre institutions musicales illustres :
Le conservatoire de Santa Maria di Loreto
Le conservatoire de Santa Maria di Loreto, fondé en 1537, a compté parmi ses élèves Francesco Durante, Domenico Cimarosa et Nicola Porpora. Durant l'occupation de la région par la Maison de Bourbon, le Roi Ferdinand Ier des Deux-Siciles décréta sa fermeture en 1797 afin d'en faire un hôpital militaire pour sa soldatesque.
Le conservatoire dei Poveri di Gesù Cristo
Le conservatoire dei Poveri di Gesù Cristo fut fondé en 1589 et fermé en 1743 à la suite de graves incidents. Ses élèves ont alors été répartis dans les trois autres établissements. Alessandro Scarlatti et Giovanni Battista Pergolesi en furent les élèves les plus illustres.
Le conservatoire de Sant'Onofrio a Porta Capuana
Le conservatoire Sant'Onofrio a Porta Capuana fut fondé en 1578 comme institution caritative pour la prise en charge des orphelins et enfants abandonnés. Il devint une école de musique en 1653. Il fut dissous en 1806.
Le conservatoire de la Pietà dei Turchini
Enfin, le conservatoire de la Pietà dei Turchini fut fondé en 1583. Il forma notamment Francesco Provenzale, Giovanni Paisiello et Gaspare Spontini. Ce fut le seul qui échappa à la politique des Bourbons en matière d'institutions caritatives et musicales et dès lors ce fut là que convergèrent les enseignants et élèves des autres institutions au fur et à mesure de leur fermeture.
En 1806, la Pietà dei Turchini reçut donc les élèves et enseignants du Sant'Onofrio ce qui donna naissance au Conservatoire de San Sebastiano.

### Le conservatoire San Sebastiano (1806 - 1826)
Le Conservatoire de San Sebastiano, aussi appelé Real Collegio di Musica, fut dans un premier temps abrité dans les bâtiments du conservatoire de la Pietà dei Turchini dans des conditions d'exiguïté extrêmes. En 1808 et le Real Collegio fut déplacé dans l'église San Sebastiano, plus spacieuse, d'où son nom. C'est là que Vincenzo Bellini étudia et présenta ses premières œuvres.
En 1826, le Conservatoire fut déplacé vers son emplacement actuel sur décision de François Ier des Deux-Siciles.

### Le conservatoire San Pietro a Majella (depuis 1826)
À l’occasion de son installation dans ses nouveaux locaux, le monastère de San Pietro a Majella (ou Maiella), le conservatoire de San Sebastiano changea de nouveau de nom. Parmi ses directeurs les plus illustres on citera Gaetano Donizetti, Saverio Mercadante et Francesco Cilea.

## Activités et enseignement actuels

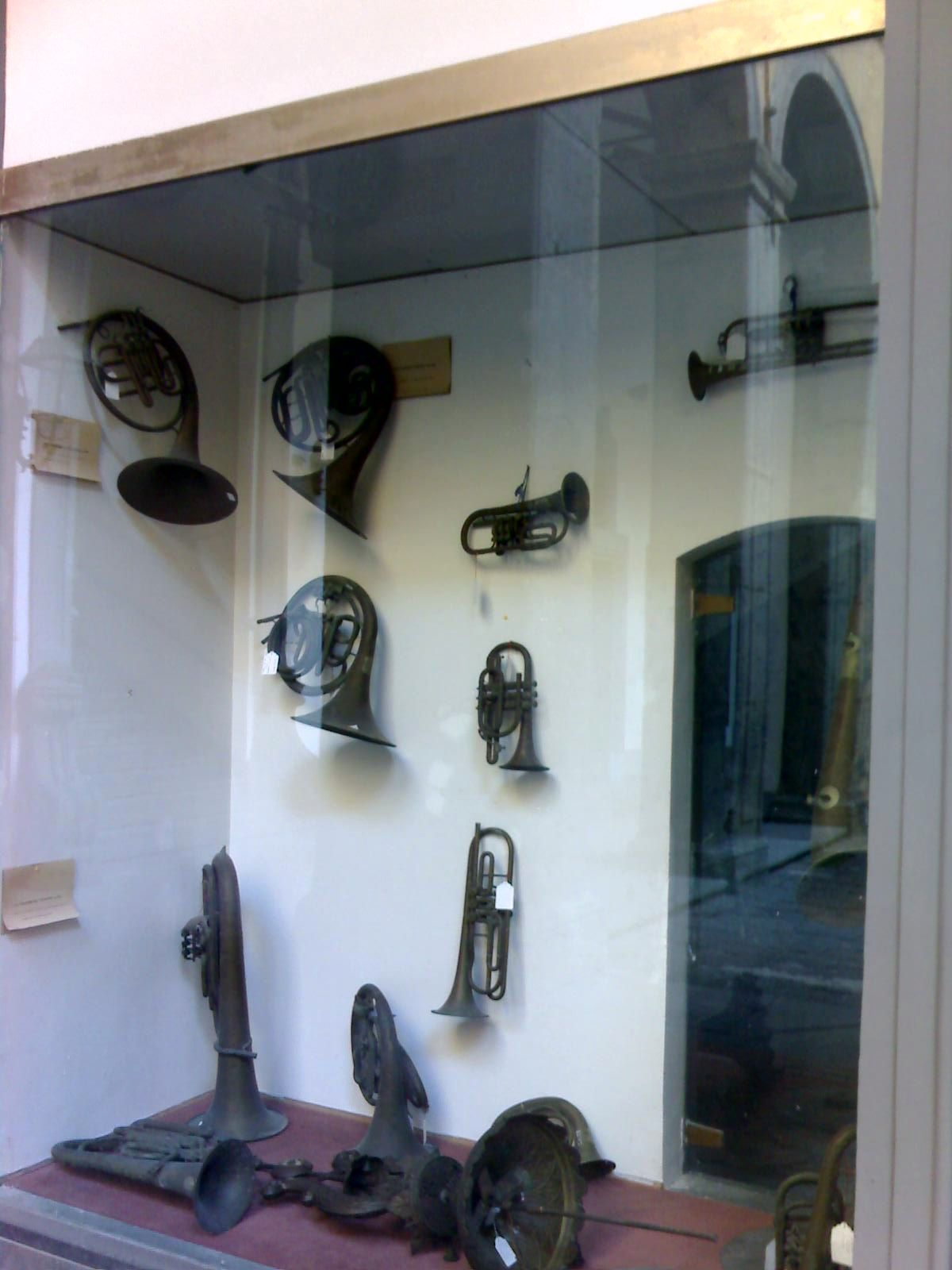
Vitrine d'anciens instruments au Conservatoire..

De nos jours, le conservatoire de San Pietro a Majella dispense un enseignement complet des arts musicaux. Les cours offerts sont en principe les suivants :
- harpe
- chant lyrique
- guitare
- clarinette
- clavecin
- composition musicale
- composition expérimentale
- direction d’orchestre
- basson
- flûte et flûte traversière
- mandoline
- hautbois
- piano
- percussions
- trompette
- alto
- violon
- violoncelle

## Musée et bibliothèque
Le musée du conservatoire possède une collection très fournie de portraits de musiciens, parmi lesquels un Gioachino Rossini de Domenico Morelli, un Richard Wagner de Francesco Saverio et un Saverio Mercadante de Francesco Palizzi. La collection comprend des instruments anciens, des manuscrits autographes, des éditions musicales remontant au XVIe siècle et des livrets d'opéra.
Parmi les instruments anciens se trouvent des harpes Erard, des violons Gagliano, des clavecins, des épinettes, et des pièces uniques comme la petite harpe construite par Stradivarius.

## Personnes liées au conservatoire
| - Salvatore Accardo (comme élève) - Franco Alfano (comme élève) - Giuseppe Anepeta (comme élève) - Enzo Avitabile (comme élève) - Vincenzo Bellezza (comme élève) - Vincenzo Bellini (comme élève) - Gaetano Braga (comme élève et professeur) - Maria Caniglia (comme élève) - Bruno Canino (comme élève) - Renato Carosone (comme élève) - Aldo Ciccolini (comme élève) - Francesco Cilea (comme élève et directeur) - Pietro Antonio Coppola (comme élève) - Mario Pasquale Costa (comme élève) - Girolamo Crescentini (comme directeur) - Rocco Cristiano (comme élève) - Gigi D'Alessio (comme élève) - Francesco d'Avalos (comme élève) - Ernesto de Curtis (comme élève) - Camillo De Nardis (comme professeur) - Paolo Denza (comme élève et professeur) - Luigi Denza (comme élève) - Leonardo De Lorenzo (comme élève) - Fernando De Lucia (comme élève) - Francesco De Masi (comme élève) - Roberto De Simone (comme élève et directeur) - Eduardo Di Capua (comme élève) - Gaetano Donizetti (comme directeur) - Maria Ercolano (comme élève) - Pasquale Esposito (comme élève et professeur) - Sergio Fiorentino (comme élève) - Francesco Florimo (comme élève) - Francesco Paolo Frontini (comme élève) - Giovanni Furno (comme professeur) - Nicolò Gabrielli (comme élève) - Nunzio Gallo (comme élève) - Umberto Giordano (comme élève) - Emilia Gubitosi (comme élève et professeur) - Barbara Giuranna (comme élève) - Ruggero Leoncavallo (comme élève) - Achille Longo (comme élève et directeur) - Alessandro Longo (comme élève et directeur) - Pietro Maroncelli (comme élève) - Giuseppe Martucci (comme élève et professeur) - Bruno Mazzotta (comme élève) - Saverio Mercadante (comme élève et directeur) - Riccardo Muti (comme élève) - Jacopo Napoli (comme élève) - Evemero Nardella (comme élève) - Nino Oliviero (comme élève) - Giovanni Paisiello (comme directeur) - Vincenzo Palermo (comme élève) - Tullio Pane (comme élève) - Francesco Pastura (comme élève) - Giuseppe Patanè (comme élève) - Roberto Pregadio (comme élève) - José Puig y Alsubide (comme élève) - Furio Rendine (comme élève) - Federico Ricci (comme élève) - Franco Ricci (comme élève) - Luigi Ricci (comme élève) - Teresa de Rogatis (comme élève) - Lauro Rossi (comme élève et professeur) - Saverio Selecchy (comme élève) - Paolo Serrao (comme élève et professeur) - Daniele Sepe (comme élève) - Ebe Stignani (comme élève) - Ernesto Tagliaferri (comme élève) - Arrigo Tassinari (comme professeur) - Francesco Paolo Tosti (comme élève) - Paolo Tortiglione (comme élève) - Giacomo Tritto (comme professeur) - Gabriele Vanorio (comme élève) - Vincenzo Vitale (comme élève et professeur) - Niccolò Antonio Zingarelli (comme élève) |

## Sources
- (it) Site officie du Conservatoire San Pietro a Majellal
- (it) I quattro antichi conservatori di Napoli